# 42-й егерский полк
42-й егерский полк

## Формирование полка
29 августа 1805 — сформирован Эстляндский мушкетёрский полк.
19 октября 1810 — переформирован в 42-й егерский полк.
1819 — прибыл на Кавказ и был усилен личным составом сменяемого им 9-го егерского полка, сохранив при этом своё наименование.
В 1826 году полк защищал Шушинскую крепость от персидских войск, за что был награждён знаменем. В наградной сообщалось:
42-му Егерскому полку, за оказанную храбрость против Персидских войск, Всемилостивейше жалуется знамена с надписью: за оборону крепости Шуши против Персидской армии в 1826 году

21 марта 1834 — по упразднении номерных егерских полков 1-й и 3-й батальоны были присоединены к Тифлисскому гренадерскому и Ширванскому пехотному полкам соответственно, а 2-й батальон обращён на формирование Мингрельского егерского полка. В 1884 году старшинство и знаки отличия полка были переданы 15-му гренадерскому Тифлисскому полку.

## Кампании полка
Во время Отечественной войны 1812 г. оба действующих батальона состояли в 26-й пехотной дивизии 7-го корпуса 2-й Западной армии; гренадерская рота 2-го батальона была назначена во 2-ю сводно-гренадерскую дивизию 8-го корпуса той же армии. Эти батальоны принимали участие во многих делах против французов. Запасной же батальон в это время находился в гарнизоне Бобруйска.
По окончании Наполеоновских войн полк был двинут на усиление Кавказских войск и с отличием участвовал в русско-персидской и русско-турецкой войнах 1826—1829 гг.

## Знаки отличия полка
- полковое Георгиевское знамя с надписью «За оборону крепости Шуши против персидской армии», пожалованное 18 апреля 1829 г. и переданное в Тифлисский полк;
- знаки на головные уборы с надписью «За отличие», пожалованные 22 сентября 1830 г. за подвиги в русско-персидской и русско-турецкой войнах 1826—1829 гг. и сохранённые в Тифлисском и Мингрельском полках.

## Шефы полка
- 19.10.1810 — 01.09.1814 — генерал-лейтенант Пущин, Павел Петрович

## Командиры полка
- 28.11.1807 — 22.02.1811 — полковник Золотницкий, Иван Владимирович
- 20.09.1811 — 01.06.1815 — подполковник (с 16.12.1812 полковник) Синенков, Егор Иванович
- 01.06.1815 — 17.01.1820 — полковник Ляхович, Алексей Фёдорович
- 17.03.1829 — 1.12.1831 — полковник Миклашевский, Александр Михайлович
- 14.03.1833 — 21.03.1834 — полковник Чиляев, Борис Гаврилович